# Уличный кот по кличке Боб
«У́личный кот по кли́чке Боб» (англ. A Street Cat Named Bob) — британский фильм в жанре биографической драмы, снятый режиссёром Роджером Споттисвудом по сценарию Тима Джона и Марии Нейшн. Фильм основан на одноимённом романе писателя Джеймса Боуэна, ставшем бестселлером. Названия книги и фильма обыгрывают название пьесы Теннесси Уильямса «Трамвай „Желание“» (A Street Car Named Desire). Премьера фильма состоялась в Лондоне 3 ноября 2016 года.
29 марта 2017 фильм получил награду Национальной кинопремии Великобритании в номинации «Лучший британский фильм».

## Сюжет
Бездомный уличный музыкант Джеймс Боуэн (Люк Тредэвей) пытается обустроить свою жизнь и избавиться от наркотической зависимости. Он питается из мусорных баков, за пение ему дают остатки еды, он мокнет под дождём. В кафе повар отказывается уступить ему 9 пенсов, несмотря на то, что Джеймс не ел целый день, а когда тот пытается за это сыграть песню, повар выбрасывает еду в раковину. Переночевав с приятелем Базом в незакрытой машине, наутро вновь сорвавшийся и употребивший героин Джеймс попадает в больницу. Ему помогает социальная работница Вэл (Джоан Фроггатт), прописавшая Боуэну курс метадона и наказавшая тому отчитываться ей. Она добивается выделения для него социального жилья.
В ту же ночь Джеймс, впервые за долгое время принимая ванну, слышит грохот на кухне и, принимая это за проникновение грабителей, обнаруживает рыжего кота, поедающего хлопья. На следующий день Джеймс, тщетно пытаясь найти хозяев кота, отпускает его. После того, как хозяин магазина выгнал музыканта, играющего у его входа, Джеймс случайно встречает на улице своего отца Джека с новой женой Хилари, которые не горят желанием общаться с ним. Джек, у которого теперь новая семья, небрежно отмахивается от сына-наркомана, дав ему немного денег.
По возвращении в квартиру Джеймс с удивлением обнаруживает вернувшегося кота, который оказывается ранен. Бетти (Рута Гедминтас), соседка Боуэна, имеющая аллергию на животных, помогает ему, назвав кота Бобом. Джеймс несёт Боба в благотворительную ветеринарную клинику. После бесплатного осмотра для покупки антибиотиков Джеймсу приходится истратить практически весь свой весьма скудный бюджет, заплатив 23 фунта (включая 20 фунтов отца), предназначавшихся для покупки еды на неделю. Джеймс обращается к Бетти за помощью в принятии таблеток, так как Боб постоянно вырывался.
По совету Бетти Джеймс относит Боба на кастрацию. Утром кот тщетно пытается поймать мышь. Джеймс спокойно относится к появлению маленького соседа. Джеймс отпускает Боба гулять, но тот следует за ним. Его появлению рады пассажиры двухэтажного автобуса. Кондукторша даёт Джеймсу поводок. Джеймс даёт Бобу забраться на плечо, прохожие начинают обращать на них внимание. Симпатичный и умный кот неожиданно помогает Джеймсу в заработках.
На следующее утро Джеймс встречает Бетти, идущую на митинг в защиту животных. Баз клянчит у того деньги на дозу, тот даёт немного, взяв с наркомана слово, что он потратит их на еду. Успех у лондонской публики повторяется. Элси, присутствовавшая на прошлом выступлении, у которой был такой же кот Том, дарит Бобу еду и вязаный шарфик. Веганка Бетти приглашает парня на ужин. Джеймс покупает консервы Бобу и букетик для Бетти. По пути домой он обнаруживает База, получившего передозировку. Прибывшая скорая ничего не успевает сделать.
Бетти рассказывает, что её брат умер от передозировки в возрасте 28 лет, лёжа в ванной в квартире, где теперь живёт она. После случившегося она терпеть не может наркоманов, и Джеймс утаивает от неё, что ещё пару месяцев назад принимал героин.
Забота о питомце меняет Джеймса внутренне, он твёрдо решает прекратить лечение метадоном, о чём и сообщает Вэл, добавляя, что его приятель Баз умер. На «Котжество» Джеймс и Бетти устраивают обед, он дарит ей браслет, а та — картину брата, у них завязываются романтические отношения. Джеймс посещает отца, видя в окне двух своих сводных младших сестёр-близняшек Трис и Фейт. Девочки обзывают его наркоманом, отец недоволен приходом сына, несмотря на то, что сам приглашал его. Вырвавшийся Боб разбивает вазу мамы Хилари и роняет ёлку, разозлив женщину.
На очередном выступлении из-за пометившей с поощрения владельца сумку собаки начинается потасовка. Джеймсу запрещают выступать на полгода, а Боба забирают в приют. Вэл просит того не сорваться на финишной прямой. В аптеке при очередном получении препарата Джеймс сталкивается с Бетти, они ссорятся. С помощью Вэл Боб возвращается к Джеймсу. Он устраивается уличным продавцом журналов, которые активно покупают, параллельно фотографируясь с напарниками. Журналист Питер Грюнер хочет написать о них в газете. Другой продавец из зависти жалуется на парня руководству (прохожие сунули Джеймсу деньги за журнал на его территории), того отстраняют на месяц.
Лишённому заработка Джеймсу приходится экономить и кормиться у лотков, кормящих бездомных. Несмотря на запрет, он возобновляет уличную игру, но прежнего успеха нет. Заставшая его за этим Бетти вновь устраивает скандал.
Спустя месяц Джеймса вновь принимают на работу. Женщина с сыном предлагает Джеймсу продать Боба, тот наотрез отказывается. Кот, испугавшийся лая собаки, убегает. На скамейке лежит газета со статьёй о Джеймсе и Бобе. Два дня поисков не принесли результата. Джеймс впадает в уныние. Литературный агент Мэри, нередко присутствовавшая на выступлениях Джеймса с котом, видит заметку о них в газете и подумывает о написании книги. Видео музыканта с котом становятся популярными в социальных сетях и видеохостинге, где оно набрало больше миллиона просмотров. Джеймс почти срывается, но в последний момент спрашивает у барыги, торгующего у его квартиры, не видел ли тот кота. Вернувшись домой, он обнаружил Боба на диване. Джеймс говорит Вэл, что кот изменил его жизнь.
Джеймс сообщает Бетти о намерении завязать с наркотиками, та решает носить ему еду во время ломки. Боб является единственным свидетелем страданий хозяина — того рвёт, мучают судороги и бессонница, мерещится торговец дурью, но ему удаётся не сорваться. Об успехе он сообщает Вэл. Бетти сообщает Джеймсу о переезде с намерением распрощаться с неприятным прошлым. На прощание она дарит ему самодельный амулет и бумажку с номером телефона на имя Элизабет Робертсон, а также сообщает, что его искала литературный агент. На встрече та предлагает написать книгу о нём и Бобе.
Джеймс сообщает отцу об избавлении от наркозависимости, они мирятся. На презентацию книги «Уличный кот по кличке Боб», получившей положительные отзывы восторженных читателей, приезжает Бетти. Также присутствует Вэл, Фрэнк и Элси.
Титры сообщают, что книга, вышедшая в 2012 году, стала бестселлером. После успеха Джеймсу больше не требовалось выступать на улице или продавать журналы. Из социального жилья он перебрался в собственную квартиру. Джеймс и Боб по-прежнему неразлучны, они собирают пожертвования для бездомных людей и животных. Боб так же сидит у хозяина на плече.
Фильм заканчивается кадрами подпевающих Джеймсу слушателей и титрами, демонстрирующими реальные фотографии музыканта и его питомца.

## В ролях
- Люк Тредэвей — Джеймс Боуэн[7], безработный уличный музыкант, пытающийся избавиться от наркозависимости
- кот Боб — в роли самого себя (его дублёрами выступали ещё 6 котов c кличками Оскар, Букер, Джаффа, Лео, Рикки и Трейси)
- Рута Гедминтас — Элизабет «Бетти» Робертсон, соседка Джеймса[7]
- Джоан Фроггатт — Вэл, работница службы поддержки страдающих от наркотической зависимости[7]
- Энтони Хэд — Джек Боуэн, отец Джеймса[7]
- Бет Годдард — Хилари, жена Джека
- Кэролайн Гудолл — Мэри, литературный агент
- Даррен Эванс — Баз, наркозависимый приятель Джеймса
- Рут Шин — Элси
- Нина Вэйдья — автобусный кондуктор

Сам Джеймс Боуэн, автор книги, по которой снят фильм, тоже снялся в небольшом эпизоде, где он берёт автограф у главного героя и благодарит его за книгу.

## Производство и выпуск
О том, что режиссёр Роджер Споттисвуд будет снимать фильм, основанный на книге «Уличный кот по кличке Боб», было впервые объявлено 24 августа 2015 года. Основные съёмки проходили с 25 октября по 6 декабря 2015 года в лондонской киностудии «Туикнем»; натурные съёмки проходили в лондонском районе Ковент-Гарден.
Реальный кот Боб, согласно самому Джеймсу Боуэну, за свой непредсказуемый характер получил свою кличку в честь Боба — злого демона из сериала «Твин Пикс».
Мировая премьера фильма состоялась 3 ноября 2016 года в Лондонском кинотеатре «Керзон Мейфэр»; на премьере присутствовала Кэтрин, герцогиня Кембриджская. В тот же день фильм вышел в мировой прокат (в отдельных странах); в России фильм вышел в прокат 2 марта 2017 года.

## Судьба фильма
Общие сборы фильма по всему миру составили 17,4 миллионов долларов, что более, чем в два раза, превысило его бюджет.
Фильм получил слабоположительные и смешанные отзывы критиков. На сайте Rotten Tomatoes фильм имеет рейтинг 77 % на основе 56 рецензий со средним баллом 5,9 из 10. На сайте Metacritic фильм имеет оценку 54 из 100 на основе 12 рецензий, что соответствует статусу «смешанные или средние отзывы».

## Награды
29 марта 2017 фильм получил награду Национальной кинопремии Великобритании в номинации «Лучший британский фильм».

## Продолжение
В 2020 году вышло рождественское продолжение приключений кота Боба. Это было последнее появление всемирно известного кота на экране — в июне 2020 года он умер, и поэтому создатели фильма посвятили его Бобу.